# Genozid in Kambodscha

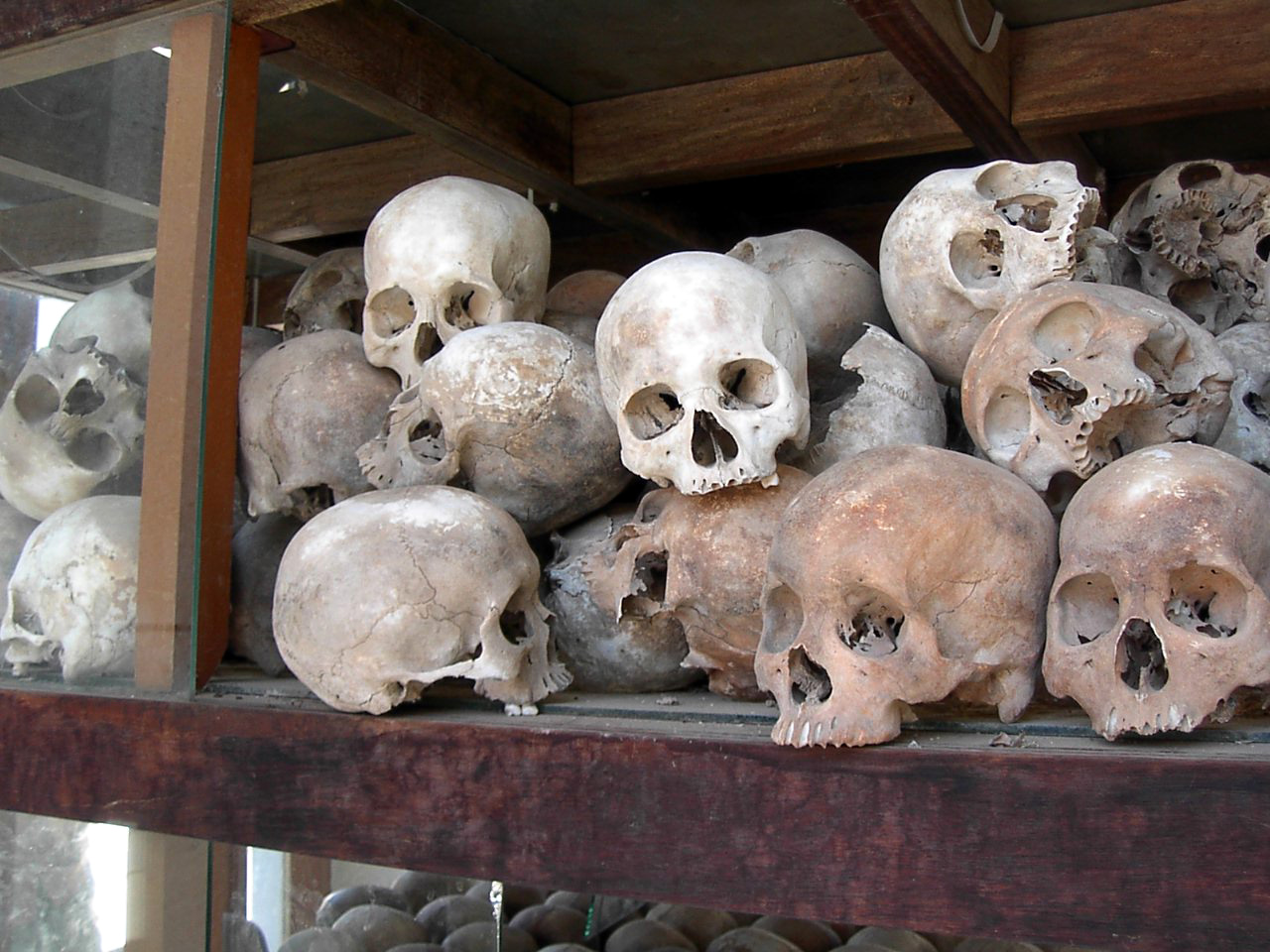
Stupa mit Schädeln der Opfer in Choeung Ek (2005)

Der Genozid oder Völkermord in Kambodscha ereignete sich in den Jahren 1975 bis 1979 unter der Herrschaft der Roten Khmer. Dabei kamen je nach Schätzung zwischen 750.000 und mehr als 2 Millionen Kambodschaner (bei einer Gesamtbevölkerung von ungefähr 8 Millionen) durch Hinrichtung in den Killing Fields, Zwangsarbeit, Hunger und mangelhafte medizinische Versorgung ums Leben. Da sich ein Großteil der Massenmorde gegen Angehörige der eigenen Volksgruppe, der Khmer, richtete, werden sie mitunter als Autogenozid bezeichnet. Ob es sich um einen Völkermord im Sinne der UN-Konvention handelt, ist jedoch umstritten. Das internationale Rote-Khmer-Tribunal verurteilte mehrere Führer des „Demokratischen Kampuchea“ wegen Verbrechen gegen die Menschlichkeit sowie Völkermords gegen die ethnischen Minderheiten der Vietnamesen und der muslimischen Cham.

## Vorgeschichte
Mitte des 19. Jahrhunderts sah sich das Khmer-Reich durch Vietnam und Siam von der Auslöschung bedroht, so dass der kambodschanische König Ang Duong im Jahr 1853 Frankreich als Kolonialmacht um Schutz bat. Während der Kolonialherrschaft Frankreichs wurden die vergangenen Gebietsverluste an Vietnam wie die des von vielen Khmer bewohnten Mekong-Deltas (Kampuchea Krom) bestätigt, was in Kambodscha die Basis für einen zukünftigen nationalistischen Befreiungsdiskurs legte.
Hinzu kam, dass sich während der Kolonialherrschaft im durch agrarische Subsistenzwirtschaft und Buddhismus geprägten, ethnisch relativ homogenen Kambodscha der Wohlstand bei städtischen Kaufleuten konzentrierte, die zum großen Teil zugewanderte Vietnamesen und Chinesen waren. In der Verwaltung von Französisch-Indochina setzten die Kolonialherren bevorzugt Vietnamesen ein, die sie für fleißiger und gebildeter als die Khmer hielten. Aus den hier wurzelnden Spannungen entstanden zum Teil das Rekrutierungspotenzial der Roten Khmer und die Motive für die späteren Verbrechen des Pol-Pot-Regimes.

## Das Pol-Pot-Regime

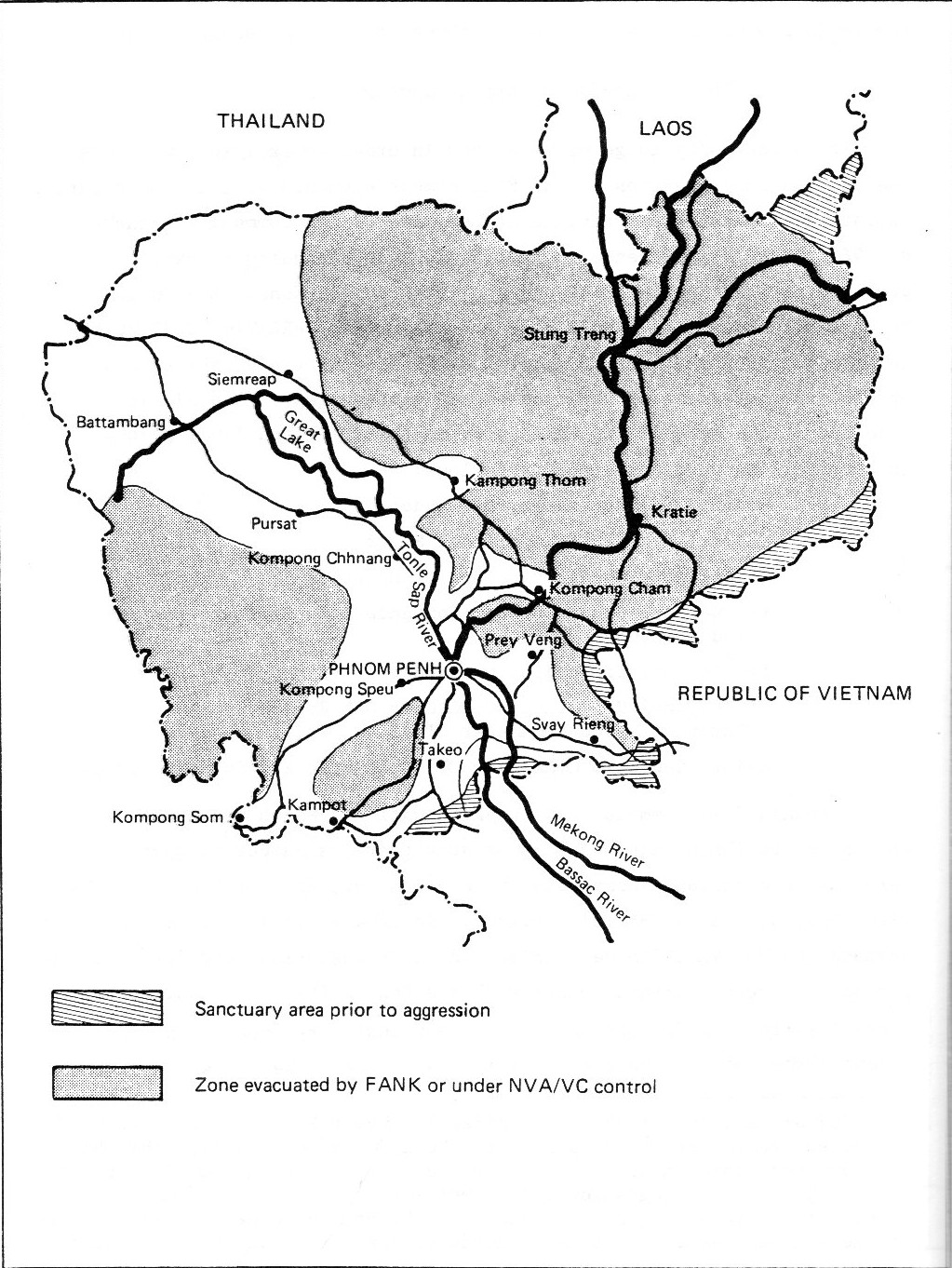
Bereits seit Ende 1970 standen weite Gebiete im Norden und Osten Kambodschas unter Kontrolle der Roten Khmer oder vietnamesischer Einheiten.

Vom Sturz des Prinzen Norodom Sihanouk 1970 bis zum Einmarsch der Roten Khmer in Phnom Penh am 17. April 1975 herrschte in Kambodscha ein Bürgerkrieg zwischen der pro-amerikanischen Khmer-Republik unter Lon Nol und der Front uni national du Kampuchéa (FUNK), zu der auch die Roten Khmer gehörten. Bereits in dieser Zeit beging die kommunistisch-nationalistische Guerilla in ihren „befreiten Zonen“, die ab Ende 1971 oder Anfang 1972 mehr als die Hälfte des Landes umfassten, schwere Menschenrechtsverletzungen. So wurden 1973 die Bewohner der Stadt Kratie, unabhängig von ihrem sozialen Status, in ein abgelegenes, malariaverseuchtes Gebiet im Nordosten des Landes deportiert. Als die Roten Khmer im April 1974 die einstige Königsstadt Udong einnahmen, zerstörten sie diese, verschleppten Lokalbeamte, Lehrer und andere Mitglieder der örtlichen Elite in den Dschungel und töteten sie dort.
Bis zum Ende des Pol-Pot-Regimes am 6. Januar 1979 fanden laut gängigsten Schätzungen zwei Millionen Menschen den Tod, wobei möglicherweise 40 % von ihnen an Hunger und Krankheiten starben. Dies war eine Folge der Landwirtschaftspolitik im Demokratischen Kampuchea, die die traditionellen Anbaumethoden und sozialen Strukturen zugunsten einer Zwangskollektivierung zerschlug. Die historisch gewachsene Anordnung der Reisfelder wurde einem System aus Gitternetzlinien geopfert, Märkte verboten, Kanäle und Dämme ohne technische Hilfsmittel gebaut sowie ans Fantastische grenzende Planziele für die Ernte vorgegeben. Ein großer Teil der Reisproduktion wurde zudem nicht an die lokale Bevölkerung verteilt, sondern hauptsächlich in die Volksrepublik China exportiert. 
Bestimmte ethnische, religiöse und soziale Gruppen hatten unter der Herrschaft der Roten Khmer besonders zu leiden. Die Gesamtbevölkerung wurde in „neue Menschen“ oder „Menschen des 17. April“ und „einfache Menschen“ eingeteilt, von denen die letzteren zwar im Vergleich privilegiert waren, aber trotzdem in großer Zahl Opfer des Genozids wurden. Die Bewohner der Städte wurden als „neue Menschen“ auf das Land deportiert, wo sie Zwangsarbeit verrichteten. Familienstrukturen wurden zerschlagen und nahezu jeder Aspekt des Lebens durch die allgegenwärtige Angka, eine Frontorganisation der Kommunistischen Partei Kambodschas, kontrolliert. Außerdem wurde das Gesundheits- und Bildungssystem praktisch abgeschafft. Die Einteilung der Bevölkerung in unterschiedliche Gruppen wurde zum Teil durch Symbole kenntlich gemacht. So musste die aus den östlichen Provinzen verschleppte Bevölkerung blaue Halstücher tragen, um sie als potenzielle „Khmer mit vietnamesischem Geist“ kenntlich zu machen. Politische Säuberungen, die für die Betroffenen in Foltergefängnissen wie Tuol Sleng und den Killing Fields endeten, wurden damit begründet, „innere Feinde“ und „Mikroben“ zu vernichten, um die Gesellschaft zu „reinigen“.
Insbesondere in der Rechtswissenschaft ist bis heute umstritten, ob die Massenmorde tatsächlich als Genozid gewertet werden können. Da die Mehrheit der Opfer Khmer waren, die die mit Abstand größte Ethnie in Kambodscha bilden, greift in diesem Falle nicht die enge Definition der Konvention über die Verhütung und Bestrafung des Völkermordes. Daher wird dieses Ereignis zum Teil als Autogenozid bezeichnet, um es von anderen Völkermorden abzugrenzen. Im Allgemeinen wird sowohl journalistisch als auch wissenschaftlich vom Genozid in Kambodscha gesprochen. 
Ein weiteres Problem bei der Eingrenzung des Begriffs ist die Zeitachse: Massenverbrechen in Kambodscha erfolgten zum einen vor dem Pol-Pot-Regime, also während des Kambodschanischen Bürgerkriegs und durch amerikanische Flächenbombardements wie die Operation Menu, bei denen insgesamt ein Drittel der Bevölkerung vertrieben wurde und mehrere Hunderttausende getötet wurden, zum anderen danach während des langen Bürgerkriegs von 1979 bis 1998.

## Unterstützung durch die Kommunistische Partei Chinas

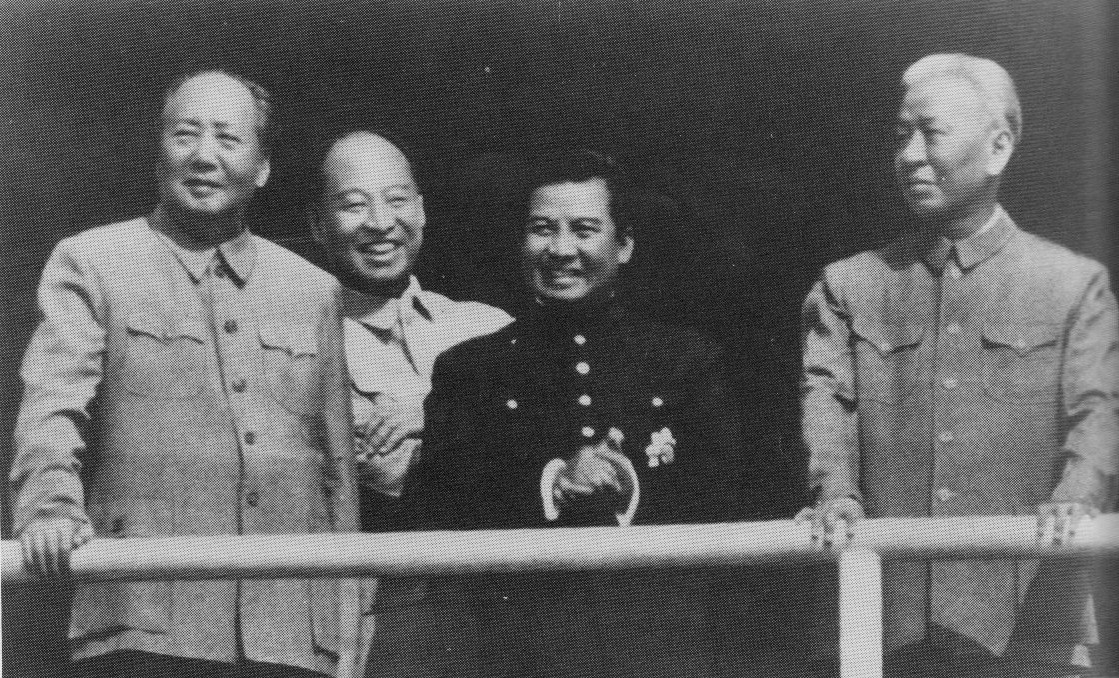
Mao Zedong, Peng Zhen, Sihanouk und Liu Shaoqi (1965).

Pol Pot und die Roten Khmer wurden seit langem von der Kommunistischen Partei Chinas (KPCh) und Mao Zedong unterstützt. Seit den 1950er Jahren war Pol Pot häufig in China gewesen und hatte vom Personal der KPCh eine politische und militärische Ausbildung (insbesondere zur „Theorie der Diktatur des Proletariats“) erhalten. Von November 1965 bis Februar 1966 bildeten ihn hochrangige KPCh-Beamte wie Chen Boda und Zhang Chunqiao zu Themen wie der kommunistischen Revolution in China, Klassenkämpfen, der „Kommunistischen Internationale“ und ähnlichen aus. Pol Pot traf sich auch mit anderen Beamten, darunter Deng Xiaoping und Peng Zhen. Er war besonders beeindruckt von Kang Shengs Vortrag über politische Säuberung.
1970 wurde König Sihanouk von Lon Nol gestürzt und floh nach Peking, wo auch Pol Pot zu Besuch war. Auf Anraten der KPCh änderten die Roten Khmer ihre Position, um Sihanouk zu unterstützen, und richteten die „Front uni national du Kampuchéa (FUNK)“ ein. Allein 1970 gewährte die KPCh der FUNK 400 Tonnen Militärhilfe. Im April 1974 traf sich Mao Zedong in Peking mit König Sihanouk, Ieng Sary und Khieu Samphan (zwei Führer der Roten Khmer). Mao stimmte der Politik der Roten Khmer zu, lehnte es jedoch ab, König Sihanouk nach dem Gewinn des Bürgerkriegs auszulassen. 1975 besiegten die Khmer Rouge die Khmer-Republik, riefen das Demokratische Kampuchea aus und begannen den kambodschanischen Genozid mit der Deportation der Stadtbevölkerung.
Im Juni 1975 trafen sich Pol Pot und andere Beamte der Roten Khmer mit Mao Zedong in Peking, wo Pol Pot von Mao die „Theorie der fortgesetzten Revolution unter der Diktatur des Proletariats“ lernte. Mao empfahl auch zwei weitere Artikel von Yao Wenyuan und gab Pol Pot über 30 Bücher, die von Karl Marx, Friedrich Engels, Wladimir Lenin und Josef Stalin verfasst wurden. Andererseits warnte der chinesische Ministerpräsident Zhou Enlai bei einem weiteren Treffen im August 1975 Sihanouk sowie die Führer der Roten Khmer, darunter Khieu Samphan und Ieng Sary, vor der Gefahr einer radikalen Bewegung in Richtung Kommunismus und verwies auf die Fehler in Chinas “Großem Sprung nach vorn”.
Hochrangige KPCh-Beamte wie Zhang Chunqiao besuchten später Kambodscha, um Hilfe anzubieten. Pol Pot und andere wurden von der chinesischen Kulturrevolution beeinflusst, starteten den „Maha Lout Ploh“ und kopierten Chinas Großen Sprung nach vorn, der bei der Großen Chinesischen Hungersnot 15–55 Millionen Todesfälle verursacht hatte. Während des Völkermords war China der wichtigste internationale Schutzpatron der Roten Khmer und versorgte „mehr als 15.000 Militärberater“ und den größten Teil seiner Außenhilfe. Es wird geschätzt, dass mindestens 90 % der Auslandshilfe für die Roten Khmer aus China stammte. Allein 1975 wurden zinslose wirtschaftliche und militärische Hilfe in Höhe von 1 Milliarde US-Dollar geleistet, „die größte Hilfe, die China jemals einem Land gewährt hat“.

## Einschätzungen zur Opferzahl
Schätzungen über die Gesamtzahl der Opfer divergieren stark, Ben Kiernan vom Genocide Studies Program der Yale University gibt sie mit mehr als 1,6 Millionen von knapp 8 Millionen Gesamtbevölkerung an. Eine konservative Schätzung durch Michael Vickery anhand von Bevölkerungsstatistiken von Angus Maddison geht von 750.000 aus. David P. Chandler führt als untere Grenze 800.000 bis 1 Million Opfer aus, wobei die Toten des Krieges gegen Vietnam nicht mitgezählt werden. Als wahrscheinlich gibt er an, dass beim Genozid in Kambodscha mehr als 1 Million Menschen an den Folgen der Massenvertreibung, also an Hunger, Überarbeitung und mangelhafter medizinischer Versorgung starben. Mehr als 100.000 weitere Kambodschaner wurden als Staatsfeinde hingerichtet. Von diesen Exekutionen waren insbesondere auf dem Land etliche impulsiven Überreaktionen junger Parteikader geschuldet, während die Morde in Tuol Sleng und anderen Foltergefängnissen planvoller erfolgten. Im Krieg mit Vietnam starben zusätzlich Zehntausende Kambodschaner. Der Demograph Marek Sliwinski sowie statistische Analysen von Vincent Heuveline und Bruce Sharp kommen auf eine Opferzahl von über 2 Millionen. Der frühere Premierminister Lon Nol sprach später von 2,5 Millionen Toten und Pen Sovan, der erste Generalsekretär der Kampucheanischen Revolutionären Volkspartei, nannte 3,1 Millionen Opfer, was die offizielle Position Hanois widerspiegelte. Der amerikanische Politikwissenschaftler Rudolph Joseph Rummel definiert die Gewaltherrschaft der Roten Khmer als einen Demozid und gibt für den Zeitraum von 1975 bis 1987 eine Opferzahl von 2,85 Millionen an. Schätzungen aus den 2010er Jahren, die auf der Arbeit des Rote-Khmer-Tribunals beruhen, gehen von einer Opferzahl zwischen 1,6 Millionen und 2,2 Millionen Menschen aus.

## Filme
- Gräber ohne Namen, 116-minütiger Dokumentarfilm von Rithy Panh (Frankreich 2018).
- Der weite Weg der Hoffnung, Spielfilm von Angelina Jolie nach dem autobiographischen Roman von Loung Ung (Vereinigte Staaten/Kambodscha 2017).
- The Killing Fields – Schreiendes Land, Spielfilm von Roland Joffé nach einer wahren Begebenheit (Vereinigtes Königreich 1984).
- Die Angkar, 98-minütiger Dokumentarfilm von Walter Heynowski und Gerhard Scheumann (DDR, 1981)